# This Hell
"This Hell" é uma canção da cantora nipo-britânica Rina Sawayama, contida em seu segundo álbum de estúdio Hold the Girl (2022). Foi composta pela própria cantora ao lado de Lauren Aquilina, Vic Jamieson e Paul Epworth, com a produção sendo feita por Epworth e Clarence Clarity. Foi lançada pela gravadora independente Dirty Hit em 18 de maio de 2022 como o primeiro single do álbum. A canção estreou na Hottest Record da BBC Radio 1 apresentado por Clara Amfo e foi disponibilizada nos serviços musicais às 18h (GMT). A faixa contém amostra de "Thriller", canção de 1983 do cantor estadunidense Michael Jackson.

## Lançamento e promoção
A música começou a ser provocada em maio de 2022 no final da The Dynasty Tour, quando panfletos foram enviados aos jornalistas com os dizeres “RINA VAI PARA O INFERNO / UM CONVITE PARA A CONDENAÇÃO ETERNA”. Em 17 de maio, ela revelou a arte da capa e postou o link de pré-salvamento do single no Twitter, com sua data de lançamento para o dia seguinte. Ela apresentou a música ao vivo pela primeira vez no The Tonight Show Starring Jimmy Fallon em 19 de maio de 2022.

## Composição
“This Hell” foi escrita por Sawayama, ao lado de Vic Jamieson, Lauren Aquilina e seus produtores Paul Epworth e Clarence Clarity. É uma música destinada parcialmente a intolerantes e pessoas de mente pequena que acreditam que qualquer coisa além do amor heterossexual é um pecado mortal. Em um comunicado, Sawayama disse que se propôs a escrever uma “música country pop eufórica e irônica”, acrescentando: “A música country em sua essência para mim representa conforto, narrativa brilhante e expressão autêntica de a realidade do escritor. Eu tenho sonhado em trabalhar com Paul Epworth toda a minha carreira, então eu sabia que era para ser quando terminamos essa música em um dia. Coloquei tantos momentos icônicos da cultura pop quanto pude, mas a música é mais do que isso.” Ela também observou como espera que a música ofereça algum conforto neste momento particular de turbulência: “É uma música importante para mim, dados os direitos humanos que estão sendo retirados das minorias em um ritmo rápido em nome das crenças religiosas tradicionais, mais especificamente, eu estava pensando nos direitos sendo retirados da comunidade LGBTQ quando escrevi essa música. Quando o mundo nos diz que não merecemos amor e proteção, não temos escolha a não ser dar amor e proteção um ao outro. Este inferno é melhor com você.”
Sawayama inicia a canção com uma homenagem a Shania Twain com a introdução “Let’s go girls” — adotando a mesma linha de abertura de “Man! I Feel Like a Woman!”, canção de 1999 de Twain — a influência do som country pop de Shania também é ouvida nos primeiros segundos da faixa antes de mudar para uma direção glam rock. Assim como a frase de Twain no contexto da música, pode ser interpretada como um convite aos ouvintes para os temas feministas e golpes e insinuações da cultura pop da música.
Sawayama critica os evangelistas que muitas vezes carregam sinais homofóbicos: “Vi um cartaz na esquina em frente ao motel / Acontece que eu vou para o inferno se eu continuar sendo eu mesmo.” Como pansexual, ela falou sobre sexualidade e homofobia muitas vezes no passado, mais proeminentemente em "Chosen Family", faixa presente em seu álbum de estreia Sawayama (2020). “Este inferno é melhor com você / Estamos queimando juntos / Querido, para que faça dois / Porque o diabo está vestindo Prada / E adora um pouco de drama”, ela canta em seu refrão. “Entre na fila, passe o vinho, vadia / Vamos direto para o inferno”, aqui ela se apropria da frase “Gay (LGBT) people are going to hell” e a redireciona, meio que celebrando, basicamente dizendo que se ela vai para o inferno por ser do jeito que é, então, foda-se, vamos para o inferno.
A faixa mistura country pop com glam rock, ao mesmo tempo em que faz alusão a como a mídia e os paparazzi impactaram negativamente as vidas de Britney Spears, Princesa Diana e Whitney Houston. “Momento do tapete vermelho da chama, posando para os paparazzi”, ela canta. Os tapetes vermelhos são percorridos por figuras políticas e celebridades durante eventos e cerimônias formais. Sawayama usa a analogia de sua cor para sugerir que ser famoso pode parecer um “inferno” para esse tipo de personalidade pública. Quando há um tapete vermelho envolvido nesses eventos, geralmente há paparazzi tirando fotos dessas figuras famosas. Mas os paparazzi também os seguem para tirar fotos em outras circunstâncias, como suas atividades diárias, que estão ligadas à queda de muitas estrelas famosas. Rina menciona três delas: “Foda-se o que eles fizeram com Britney, com Lady Di e Whitney / Não sei por que estamos aqui, mas podemos cair e sujar / Que Satanás está com sede, nem mesmo ele pode me machucar.” Mas Rina diz que não tem medo de paparazzi e está pronta para “posar” para eles, mesmo quando está fazendo coisas “sujas”, e canta como um desafio para eles.

## Créditos e pessoal
Créditos da música adaptados do Tidal.
- Rina Sawayama — vocais, compositora
- Paul Epworth — produtor, compositor
- Vic Jamieson — compositor, guitarra
- Lauren Aquilina — compositora
- Clarence Clarity — produtora
- Robin Schmidt — engenheiro de masterização
- Geoff Swan — engenheiro de mixagem
- Riley MacIntyre — engenheiro de som
- Cameron Gower Poole — produtor vocal

## Histórico de lançamento
| Região | Data               | Formato                    | Versão   | Gravadora | Ref.          |
| ------ | ------------------ | -------------------------- | -------- | --------- | ------------- |
| Várias | 18 de maio de 2022 | Download digital streaming | Original | Dirty Hit | [ 12 ] [ 13 ] |